# كورت لارسون
كورت لارسون (بالسويدية: Curt Larsson)‏ هو لاعب هوكي الجليد سويدي، ولد في 11 ديسمبر 1944 في نينس هامن في السويد.

## وصلات خارجية
- كورت لارسون على موقع EliteProspects.com (الإنجليزية)
- كورت لارسون على موقع Eurohockey.com (الإنجليزية)
- كورت لارسون على موقع HockeyDB.com (الإنجليزية)